# Народный парк Фридрихсхайн
Народный парк Фридрихсхайн (нем. Volkspark Friedrichshain) — первый городской парк в Берлине. Зона отдыха площадью в 49 гектаров располагается на территории района Фридрихсхайн и примыкает к соседнему району Пренцлауэр-Берг. Парк включён в список охраняемых исторических памятников.

## История
Идея разбить в густонаселенном восточном районе Берлина муниципальный парк для отдыха горожан была выдвинута прусским садовым художником и ландшафтным архитектором, директором королевских парков Берлина Петером Ленне. Идея была поддержана городскими властями.
В объявленном конкурсе победил ученик Петера Ленне Иоганн Генрих Густав Майер, позднее ставший директором берлинских садов, который и приступил к реализации проекта.
.
Закладка парка в 1840 году была приурочена к столетнему юбилею с начала правления короля Пруссии Фридриха II, одного из основоположников прусско-германской государственности. Именно в честь короля Фридриха II парк и получил своё название. Входящее в наименование слово хайн (нем. Hain) переводится как роща, дубрава (первоначально название парка было раздельным — Friedrichs Hain).
Городская зона отдыха, выполненная по образцу английского пейзажного парка, открылась в 1848 году. В том же году в парке был воздвигнут памятник Фридриху II. В центре круглой клумбы на пьедестале возвышается 4-метровая колонна с бронзовым бюстом короля, обращённым в сторону главной площади восточного Берлина — Александерплац.
Павшие на баррикадах Мартовской революции 1848—1849 годов были похоронены на Кладбище мартовских павших, которое сначала располагалось на территории парка Фридрихсхайн, а позднее было от парка отделено при участии архитектора Людвига Хофмана.
По проекту архитекторов Мартина Гропиуса и Хайно Шмидена, а также при участии в качестве консультанта Рудольфа Вирхова в 1868—1874 годы на территории парка была построена первая районная клиника, которая своей павильонной конструкцией соответствовала парковому ландшафту.
Площадь парка со временем менялась: в 1848 году она составляла 37,5 гектара, в 1864 году увеличилась на 5,5 гектара, в 1868 году 10 гектаров территории парка были отведены под больничный комплекс. После 1870 года по проекту Густава Майера было принято решение расширить парк в северной его части за счёт закладки «новой рощи» (нем. Neuer Hain) с липовыми аллеями и овальной игровой площадкой в форме ипподрома длиной в 250 метров и шириной в 100 метров. Первое время эта часть парка использовались в основном для проведения школьных уроков физкультуры. Новая роща была засажена многочисленными сортами разнообразных растений.
Главной достопримечательностью народного парка с 1913 года стал «Фонтан сказок», построенный по проекту городского архитектора Берлина Людвига Хофмана.
После Второй мировой войны расположенные в парке зенитные бункеры были взорваны, на их руинах образовались горы щебня, которые позднее засыпали землей и засадили быстрорастущими деревьями и кустарниками. Так появились на территории парка две значительные возвышенности: Большая бункерная гора (нем. Großer Bunkerberg) высотой в 78 метров, чаще называемая в шутку горой хлама (нем. Mont Klamott) и Малая бункерная гора (нем. Kleiner Bunkerberg) высотой в 48 метров.
Во времена ГДР к открытию III Всемирного фестиваля молодёжи и студентов в августе 1951 года в парке был построен открытый водный стадион имени Карла Фридриха Фризена (нем. Karl Friedrich Friesen), одного из основателей немецкой гимнастики, педагога и борца за свободу. Трибуны водного стадиона были рассчитаны на 8000 зрителей. В бассейне с 50-метровыми плавательными дорожками и 10-метровой вышкой для прыжков в воду проходили товарищеские и международные соревнования. На водном стадионе имелись также и открытые купальни для всех желающих. В 1987 году стадион был закрыт и демонтирован.
- Из фотоархива (1950—1980-е годы)

Со времён ГДР и до наших дней в парке Фридрихсхайн сохранилось развлечение, особенно любимое детьми и особенно летом — фонтан «Водный колокол» (нем. Wasserglocke).

На территории парка в 1981 году открылся спортивно-рекреационный центр SEZ (нем. Sport- und Erholungszentrum) с крытым бассейном и массой других возможностей для занятий спортом. После падения берлинской стены несколько лет подряд центр SEZ был закрыт из-за отсутствия инвесторов. В последние годы после реконструкции здания выбор различных спортивных направлений в центре SEZ значительно расширился.
В народном парке Фридрихсхайн в 1968 году был установлен памятник испанским борцам-антифашистам. Монумент в честь погибших польских и немецких героев сопротивления нацизму, установленный в 1972 году, стал не только местом официального возложения венков по случаю памятных событий. Здесь постоянно встречается молодёжь, занимающаяся скейтбордингом.
На одном берегу большого пруда с фонтаном разбит японский сад, где мощные неотесанные камни и журчащая между ними вода помогают создать представление о традициях восточных зон отдыха. Здесь же находится японский павильон с «Колоколом Мира», который был подарен в 1989 году магистрату восточного Берлина как символ борьбы против угрозы атомной войны.

## Современный досуг
В 1950 году в парке была оборудована сцена под открытым небом, где в летнее время ставят спектакли, демонстрируются кинофильмы и проходят фестивальные программы.
На территории парка имеются разнообразные возможности для отдыха самых разных групп населения: дорожки пешеходные и для катания на роликовых коньках, детские игровые площадки, беседки и скамьи возле прудов и фонтанов, кафе и рестораны.
Для спортивных занятий в парке есть футбольное поле, волейбольные и баскетбольные площадки, столы для настольного тенниса, площадки для катания на скейтбордах, стены для скалолазания и так далее. Для выгуливания собак отведена специальная площадка. В зимнее время любимое занятие детей в парке — катание с гор на санках.

## Галерея
- Памятник испанским 
борцам-антифашистам. 1968 год
- Стела польским и немецким борцам.
1972 год
- Колокол Мира в японском павильоне. 1989 год
- Фонтан сказок после реставрации.
 2011 год